# Maurizio Darai
Maurizio Darai (Venezia, 9 aprile 1956) è un pilota motonautico italiano.
Ha corso per 10 anni dal 1980 al 1990 in circuito (gare in fiumi o laghi) con tre categorie differenti (OCN, OA, OB), vincendo tre titoli di campione del mondo, sei titoli di campione europeo e sei titoli di campione italiano.

## Biografia

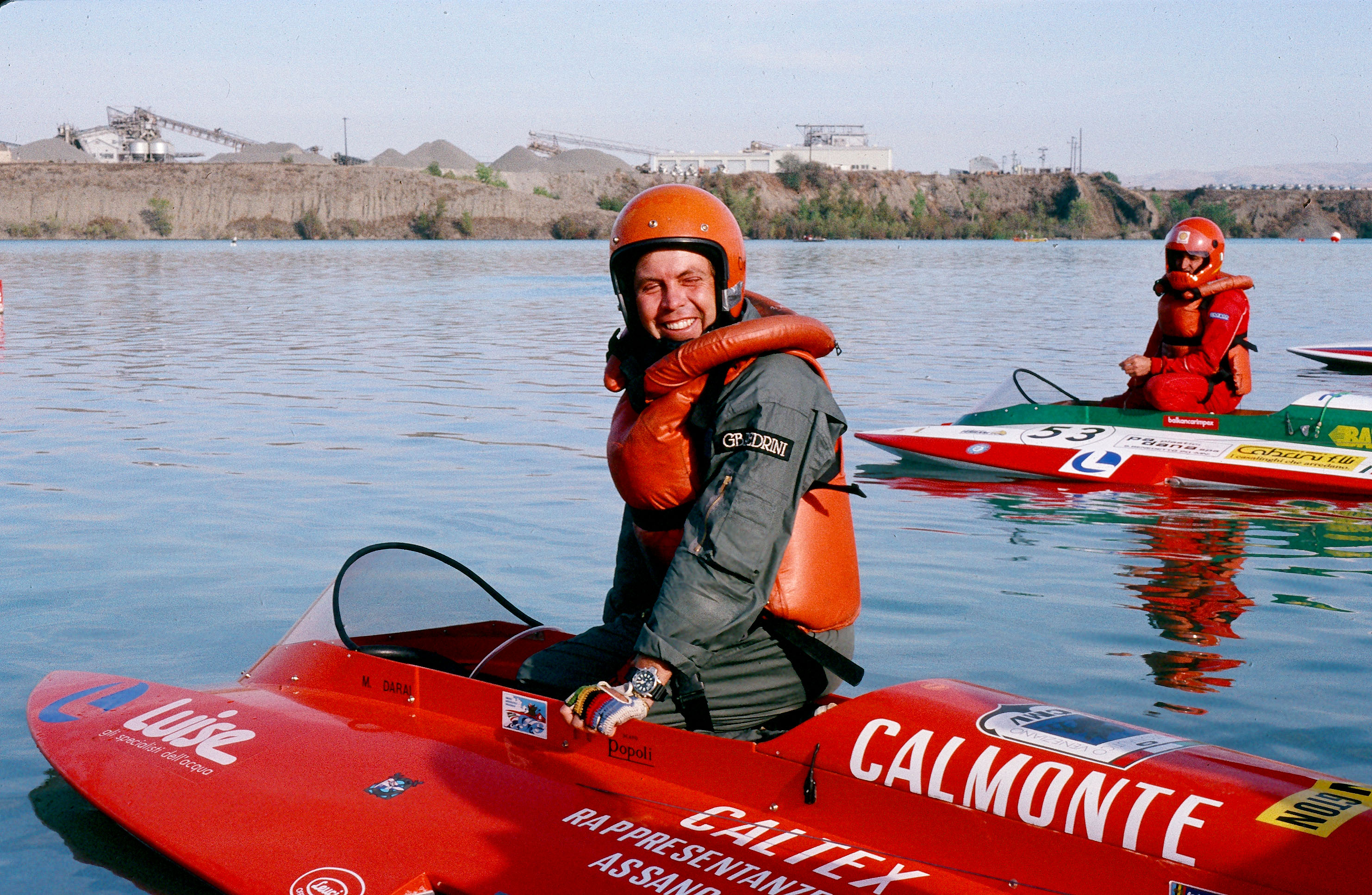
Darai a Traben-Trarbach in Germania 1989

Darai iniziò ad appassionarsi alla motonautica in giovane età. Nel 1980 venne promosso dalla Federazione Italiana Motonautica alla categoria OCN (barche promozionali con scafo ad idroplano con la prua arrotondata e con un motore fuoribordo piccolino marcato Selva di 500 centimetri cubici, la cui velocità massima è 100 km/h). Lo stesso anno vinse il Trofeo Giovani.
Nel 1981 parti militare e grazie al colonnello Roberto Saverio del Centro Sportivo Esercito a Piacenza poté continuare ad allenarsi e gareggiare.

Dal 1983 al 1990 continuò a correre in circuito vincendo 3 titoli mondiali (1985-1986-1989), 5 titoli europei (1984-1985-1986-1988-1989) e 5 titoli italiani (1983-1985-1986-1988-1989). Dal 1990 al 2002 passò in offshore vincendo un titolo mondiale (2001), 5 titoli europei (1992-1994-1995-1999-2001) e 2 titoli italiani (1994-1999).

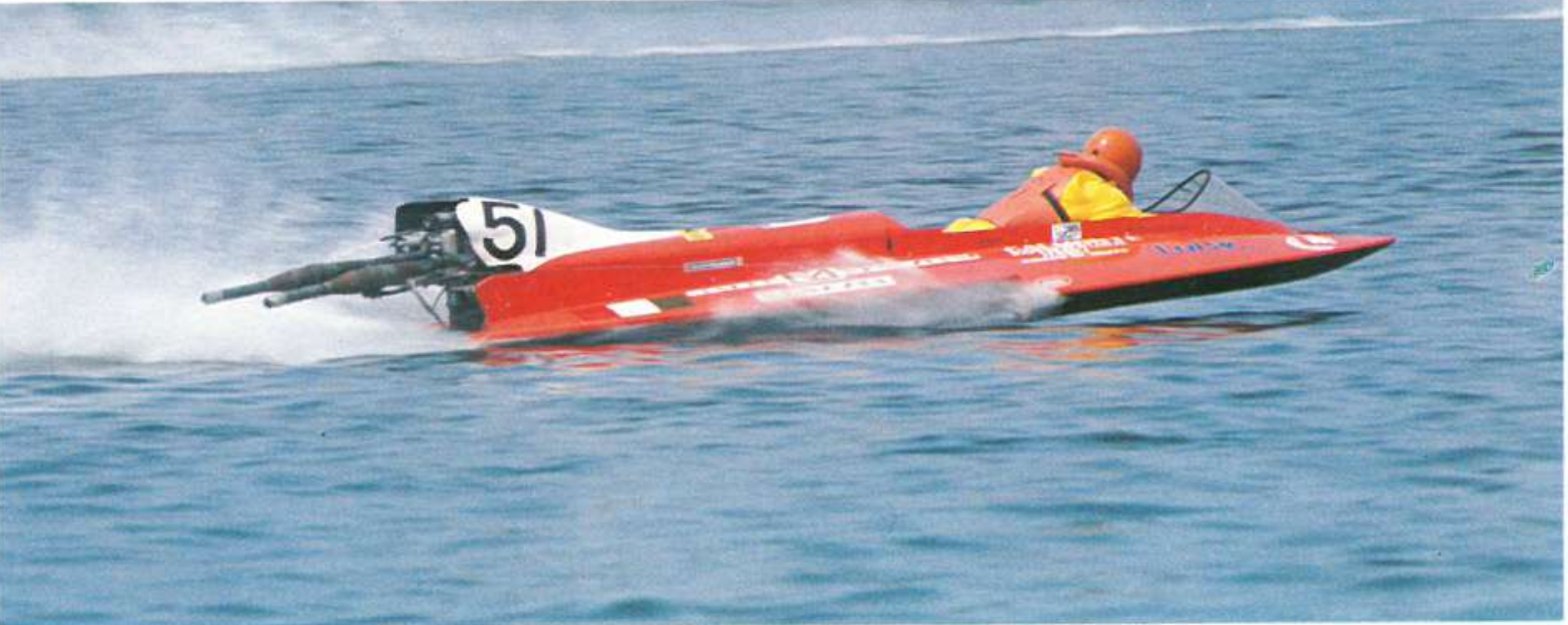
Darai a Pleasanton (California) nel 1989

Negli anni 90', con i buoni risultati ottenuti in offshore, fu contattato dall'ingegnere Fabio Buzzi per provare e correre con prototipi di barche sportive di sua produzione.
Nel 1990 si dedica al Offshore, facendo parte alla 1ª edizione, vincendo sia la categoria che l'assoluto alla famosissima Venezia-Montecarlo organizzata dal Circolo Motonautico Veneziano e lo Yacht Club Monaco con il monocarena Ceramica Panaria spinto da 2 motori Lamborghini da 1000 cv.
Nel 2001 vinse il suo ultimo titolo mondiale ad Abu Dhabi nella classe 3/6 litri con Mario Invernizzi a bordo del Ceramica Panaria
Nel 2002 si ritirò e si dedicò alla sua vita privata. Dal 2016 ricopre l'incarico di commissario di circuito della Federazione Italiana Motonautica.

## Onorificenze

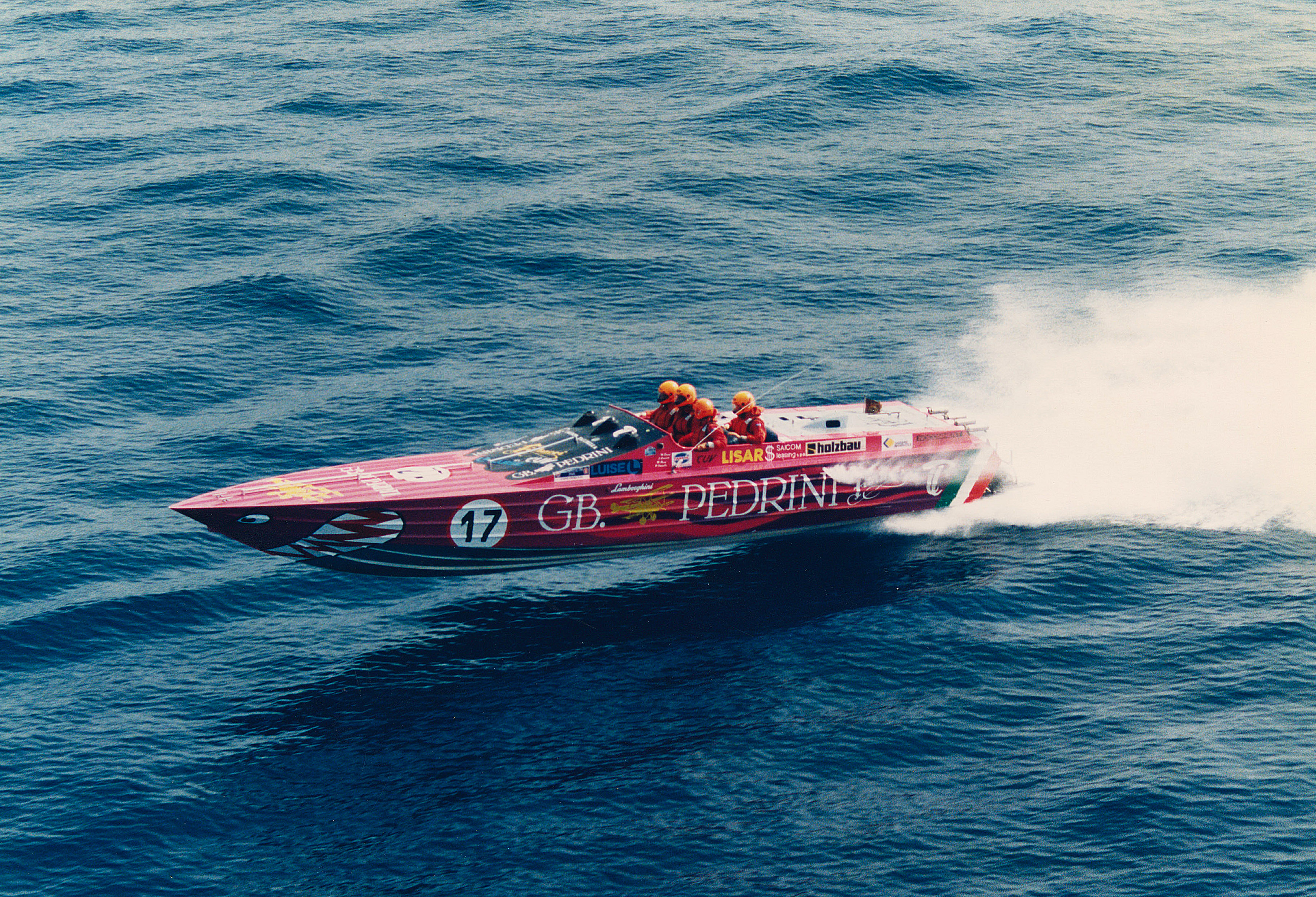
Darai-Vianello-Dalla Pietà a bordo del GB Pedrini Classe 1 nella gara della Venezia Montecarlo